# Энналейна Маркс
Эннале́йна Маркс (англ. Annalaina Marks), настоящее имя — Энн Эле́йн Ма́ркли (англ. Ann Elaine Markley; 11 апреля 1983, Эри, Пенсильвания, США) — американская актриса
, фотомодель и каскадёр. Участница третьего сезона телешоу «Топ-модель по-американски» (2004).

## Биография
Энн Элейн Маркли родилась 11 апреля 1983 года в городе Эри (штат Пенсильвания, США). С детства занималась плаванием и является двукратной чемпионкой Америки по плаванию и водному поло. Также была капитаном команды по водному поло.
В 2001 году окончила школу «McDowell High School». В 2005 году окончила колледж «Mercyhurst College» на фармацевта.

## Карьера

### Топ-модель по-американски
Энн участвовала в третьем сезоне телешоу «Топ-модель по-американски» в 2004 году. Судьи в целом были довольны фотосессиями Энн, но судьям не нравилось общее впечатление от неё, так как Маркли была слишком атлетичной. В конце концов Энн заняла 4 место, выбыв перед финалом.

### После шоу
После шоу Энн начала актёрскую карьеру, но не бросила модельную. Подписала контракт с «Elite Model Management», одно из которых в Милане. Также она получила контракт от «MC2» и работала для таких компаний, журналов и дизайнеров как: «Ford Fusion», «ElleGirl Magazine», «Gioia Magazine», «Joie», «Rojas», «Heatherette», «Nuala», ShopCaravan.com, «Glamour Italia Magazine», «GQ magazine», «Target», «L’Oreal», «Philadelphia Style Magazine», «Dutch Cosmopolitan Magazine» и «Zink Magazine». Появилась на обложках «Philadelphia Style Magazine» и «Washinton, D.C. Style Magazine».
Также Энн украсила обложку романа писателя Брюса Джея Нэдлера «The Nip Tuck Workout: Exercise through the Eyes of a Plastic Surgeon». В 2009 году снялась в рекламе «Travelocity» и «Wheat Thins».

## Личная жизнь
С 2013 по 2021 год Маркс была замужем за актёром и моделью Колином Бранка. У бывших супругов трое детей: дочь Фрэнки Мэй Бранка (род. 2 декабря 2015) и сыновья-близнецы — Томас Александр Бранка и Теодор Чарльз Бранка (род. 4 июня 2018).

## Фильмография

### Актриса
| Год  |    | Русское название         | Оригинальное название      | Роль                |
| ---- | -- | ------------------------ | -------------------------- | ------------------- |
| 2005 | с  | Секс, любовь и тайны     | Sex, Love & Secrets        | Бретт               |
| 2008 | ф  | Друг невесты             | Made of Honor              | Барбара             |
| 2008 | с  | Сплетница                | Gossip Girl                | бывшая девушка Чака |
| 2009 | с  | Короли                   | Kings                      | ведущая вечеринки   |
| 2009 | ф  | Призраки бывших подружек | Ghosts of Girlfriends Past | девушка             |
| 2010 | ф  | Взрыв                    | Bang                       | красивая женщина    |
| 2011 | ф  | Выбор киллера            | Choose                     | репортёр новостей   |
| 2011 | с  | Недостаток света         | Lights Out                 | Карина              |
| 2011 | с  | Голубая кровь            | Blue Bloods                | Атланта             |
| 2011 | с  | Тушите свет              | Lights Out                 | Карина              |
| 2012 | ф  | Курьер                   | The Courier                | женщина на планке   |
| 2012 | с  | В поле зрения            | Person of Interest         | красивая женщина    |
| 2013 | ф  | Те, кого ты любишь       | The Ones You Love          | Ребекка             |
| 2014 | ф  | Заблуждения Гвиневера    | Delusions of Guinevere     | Кейденс Стоун       |
| 2015 | с  | Хорошая жена             | The Good Wife              | Дебби Конлон        |
| 2015 | ф  | Клубная жизнь            | Club Life                  | Фиона Скай          |
| 2016 | тф | Разрывы                  | The Breaks                 | Рэйчел Гринбаум     |
| 2017 | с  | Разрывы                  | The Breaks                 | Рэйчел Гринбаум     |

### Каскадёр
- 2012 — «Курьер» / The Courier